# Truncatella subcylindrica
Truncatella subcylindrica is een slakkensoort uit de familie Truncatellidae. De wetenschappelijke naam werd gepubliceerd in 1767 door Carl Linnaeus.